# Georg Strobl
Georg Strobl   (Múnic, 9 de febrer de 1910 - Múnic, 10 de maig de 1991) va ser un jugador d'hoquei sobre gel alemany que va competir durant la dècada de 1930.
El 1932 va prendre part en els Jocs Olímpics de Lake Placid, on guanyà la medalla de bronze en la competició d'hoquei sobre gel. Quatre anys més tard, als Jocs de Garmisch-Partenkirchen, quedà eliminat en semifinals en la competició d'hoquei sobre gel.